# Otto Geyer
Pour les articles homonymes, voir Geyer.
Karl Ludwig Otto Geyer (né le 8 janvier 1843 à Charlottenbourg, mort en mars 1914 dans la même ville) est un sculpteur allemand.

## Biographie
Otto Geyer est le frère de l'architecte Albert Geyer. Il étudie de 1859 à 1864 à l'Académie des arts de Berlin et dans l'atelier de Hermann Schievelbein. Après sa mort en 1867, il reprend son atelier. Geyer poursuit ses études à Copenhague au Thorvaldsen-Museum.
En 1891, il enseigne à l'université technique de Charlottenburg. Parmi ses élèves, il y a Lilli Wislicenus-Finzelberg et Hugo Meisel.

### Source de la traduction
- (de) Cet article est partiellement ou en totalité issu de l’article de Wikipédia en allemand intitulé « Otto Geyer » (voir la liste des auteurs).